# 大頜虹銀漢魚
大頜虹銀漢魚，為輻鰭魚綱銀漢魚目虹銀漢魚科的其中一種，分布於澳洲北領地Edith河及Malkyyllumbo湖流域，為熱帶魚類，體長可達7.5公分，棲息在底中層水域，生活習性不明。

## 擴展閱讀
維基物種上的相關：大頜虹銀漢魚